# Sauves
Die Sauves (auch Prepson genannt) ist ein Fluss in Frankreich, der in der Region Nouvelle-Aquitaine verläuft. Sie entspringt im westlichen Gemeindegebiet von Amberre, entwässert generell Richtung Nordwest und mündet nach rund 23 Kilometern im Gemeindegebiet von Moncontour als rechter Nebenfluss in die Dive. Die Sauves durchquert auf ihrem Weg hauptsächlich das  Département Vienne, berührt jedoch im Bereich der Gemeinde Marnes auch das benachbarte Département Deux-Sèvres.

## Orte am Fluss
(Reihenfolge in Fließrichtung)
- Chouppes
- Saint-Jean-de-Sauves
- Lion, Gemeinde Marnes
- Messais, Gemeinde Moncontour